# دراجة نارية
الدراجة النارية أو الطَّفْطَافَةُ أو الجَوَّالة أحد أنواع العربات بعجلتين أو ثلاث (الدراجات) تعمل بواسطة محرك احتراق داخلي وليس بمحرك بخاري ولهذا فان تسميتها بالدراجة البخارية خاطئة، وغالبا ما يكون هذا المحرك محرك بنزين صغير مثبت في منتصف المسافة بين العجلتين ويكون لها مقعد أو مقعدان. وللدراجة النارية هيكل أكثر متانة من هيكل الدراجة العادية. في بعض اللهجات العامية تسمى الدراجة النارية «دباب».

## تاريخ الدراجة النارية
أول من صنع دراجة نارية هو المهندس الألماني غوتليب ديملر عام 1885، حين قام بتثبيت محرك مكبسي رباعي الأشواط فوق هيكل دراجة خشبي. استمر العمل في تطوير الدراجات النارية خلال أوائل القرن العشرين، حيث تم تطويرها إلى مركبات مفيدة. وللدراجات النارية الحالية شكل يشبه الشكل العام للأنواع الأولى، لكنها أسهل في الاستخدام، ولها هياكل أكثر متانة، ومحركات ذات قدرة أكبر، وكوابح أكثر كفاءة.
كان مساعد ديملر في صناعة هذه الدراجة ولهيم مايباخ الذي كان منهمكا وقتها في اختراع الكاربوريتر البخاخ، وزود ديملر الدراجة النارية بمحرك مؤلف من اسطوانة واحدة، ويعمل بالبترول، وهي تعد أول مركبة تعمل بالبترول في العالم، وبعد ذلك هيمن الصناع البريطانيون على أسواق الدراجات النارية إلى أن جاء اليابانيون بقيادة «هوندا» ليهيمنوا على الساحة في أواخر الستينات وأوائل السبعينات من خلال إنتاجهم السريع والرخيص.
لكن إذا وصفت المركبة ذات العجلتين المدفوعة بالبخار بالدراجة النارية فذلك يعني أن أول دراجة نارية في العالم ظهرت في الولايات المتحدة الأمريكية عام 1867 في المعارض وحلقات السرك وصانعها هو سلفستر هواردروبر.
أول نجاح حقيقي في تصنيع الدراجة النارية كان في عام 1894 من خلال دراجة هايلديراند آندوولغمور في ميونيخ بألمانيا، وحملت تلك الدراجة محرك مؤلف من أسطوانتين متوازيتين تم تركيبه أسفل الهيكل وزود بمبرد مائي وخزان مياه في أعلى الرفرف الخلفي.

## أجزاء الدراجة النارية
تتكون الدراجة النارية بصفة أساسية من:
1- محرك احتراق داخلي.
2- مجموعة نقل الحركة.
3- مجموعة الفرامل.
4- مجموعة التوجيه.
5- مجموعة التعليق.

### محرك احتراق داخلي
يعمل بخليط من الهواء والبنزين يتم احراقه بواسطة شرارة كهربائية لتحرر الطاقة الحرارية للبنزين.
وتمكنت الشركة الفرنسية دوديون بوتون عام 1895 من اختراع المحرك الذي جعل من الدراجات النارية تنتج بكميات تجارية، كما أصبح استخدامها على نطاق واسع ممكنا، وهو محرك صغير وخفيف، يتصف بسرعة دوران كبيرة كما تم تجهيزه ببطارية ونظام اشتغال، ويستحق محرك دوديون أن يحمل لقب ام محركات الدراجات النارية.
وكان ذلك المحرك مؤلفا من أسطوانة واحدة وبلغت سعته 138 سنتمترا مكعبا في حين بلغت قوته نصف حصان، وبعد ذلك شاع استخدام هذه المواصفات في كل مكان، من الهند حتى الولايات المتحدة الأمريكية

### مجموعة نقل الحركة
تنتقل الطاقة الحركية من المحرك إلى العجلة الخلفية للدراجة النارية التي تدور وتتحرك.

### مجموعةالفرامل
تعمل على ايقاف الدراجة أو ابطاء سرعتها حسب رغبة سائقها.

### مجموعة التوجيه
تساعد قائد الدراجة على التوجه يمينا أو يسارا كما يشاء.

### مجموعة التعليق
تعمل على منع أو تخفيض تأثير الهزات والصدمات الناتجة عن وعورة الطريق.

### أدوات خاصة للسائق
يشترط على سائقي الدراجة الحصول على رخصة قيادة خاصة بها حيث يحتاج حاملها لاجتياز اختبار خاص للتأكد من توفر المهارة اللازمة لاستخدامها، وقد يستلزم الأمر استعمال الأدوات التالية:
1. الخوذة: تحمي الرأس وتقيه وتخفف من الضرر الواقع على الرأس.
2. حاجب ريح: لحماية السائق من الحوادث وتقلبات الطقس والأتربة والوحل.
3. القفازات: تكسب الكفين راحة وتحكما كبيرا عند السياقة وحماية لليد.
4. ملابس خاصة: جلدية لحماية الجسم بشكل كبير عند الوقوع من الدراجة.

## أنواع الدراجات النارية
تقوم الشركات الصناعية بإنتاج الدراجات النارية بأحجام وأنواع وأوزان متعددة. والنوعان الرئيسيان هما:
1ـ الدراجات المصممة أساساً للاستخدام فوق الطرق والأسطح المرصوفة.
2ـ الدراجات المعدة للاستخدام خارج الطرق.
والنوع الأول يتضمن الدراجات النارية الخاصة بالطرق وبالرحلات، وكذلك الدراجات النارية المنخفضة (سكوتر). أما النوع الثاني فيتضمن الدراجات التي تستخدم عبر البلاد والدراجات النارية أو الهوائية المصغرة.
دراجات الطرق النارية:تُستخدم فوق الطرق الممهدة للرحلات القصيرة أو الطويلة، وكذلك للاستخدام داخل المدن. ويتراوح وزن هذه الدراجات بين 110 و230كجم، وتتراوح سرعتها بين 80 و130 كم/ساعة.
دراجات الرحلات النارية:تزود هذه الدراجات بمعدات خاصة برحلات المسافات الطويلة، فيزود كثير منها ـ على سبيل المثال ـ بحاجب ريح لزيادة الحماية ضد الرياح. ويتراوح وزن دراجات الرحلات النارية بين 230 و410 كجم، وتتحرك معظمها بسرعة تصل إلى 160 كم/ساعة.
الدراجات النارية للطرق الوعرة:تتحرك فوق الممرات الريفية الوعرة، أو تصعد التلال، وتعبر المجاري المائية. ولها إطارات عريضة تزودها بقوة جر كبيرة فوق الأرض الحصوية أو غيرها من الأسطح الوعرة. ويتراوح وزن الدراجة بين 68 و110 كجم، وتصل سرعتها إلى 110كم / ساعة.
الدراجات النارية المنخفضة (سكوتر):تعد دراجات ناريةـ من الناحية الفعلية ـ أما العملية فأن محركاتها تثبت مباشرة فوق العجلة الخلفية أو أمامها، كما أنها أكثر اندماجاً، ومصممة للاستخدام بسرعات منخفضة، إلى جانب أن قائدها يجلس واضعاً قدميه الاثنتين على لوح أرضيتها.
الدراجات النارية أو الهوائية المصغرة: لها محركات شبيهة بمحركات الدراجات النارية العادية، لكنها أخف وزناً وأكثر تماسكاً ولم تصمم أساساً للعمل على الطرق المرصوفة.
الدراجات الهوائية أهم أنواعها دراجة القدم التي يتم بدء دوران محركها بوساطة بدالات، وفيها جهاز آلي لنقل الحركة، وتصل سرعتها إلى 50 كم/ساعة.
الدراجات الكهربائية: تعد من الناحية العملية مثل الدراجة النارية. لكنها تحتوي على محرك كهربائي وبطارية. تطورت صناعة الدراجات الكهربائية في الخمس سنوات الماضية مع تطور صناعة البطاريات. أصبحت شركات مختلفة تبيع أنواع ومقاسات مختلفة. تتراوح المسافة التي تقطعها الدراجات الكهربائية حسب حجم البطارية. عادة ماتكون بين 100 إلى 150 كيلومتر في الشحنة الواحدة. كما تم استحداث قسم في سباق التحمل «كأس جزيرة مان السياحية» فئة خاصة للدراجات الكهربائية سميت "TT Zero [الإنجليزية]".

## استخدامات الدراجة النارية
- تستخدم بكثرة في وسائل النقل الخفيفة والمواصلات بشكل عام في المدن المزدحمة حتى توصل سائقها بأسرع وقت ممكن.
- تستخدم في دوريات الشرطة والأمن العام في المطاردة وفي تنظيم المرور لإمكانياتها في سهولة الحركة بين المركبات.
- تستخدم الدراجة النارية في توصيل المستندات والطرود الصغيرة.
- ومن أهم استخداماتها في السباقات بحيث توجد بها أنواع عديدة تصنعها الشركات لتدخل عالم السباقات كالموتوجي بي أو السوبر بايك والسوبر سبورت والفئات الأخرى.